# Andrea Giovanni Lo Bianco
Andrea Giovanni Lo Bianco, detto il Comiso (Comiso, ... – XVI secolo), è stato un pittore italiano.
Numerosi suoi affreschi si trovano in alcune chiese di Palermo.